# GAU-12 Equalizer
Pour les articles homonymes, voir Equalizer.
Le GAU-12 Equalizer est un canon de type Gatling de calibre 25 mm construit par General Dynamics. Il peut être monté sur des véhicules comme le LAV-AD ou des avions tels que le AV-8B Harrier II, le Lockheed AC-130, ou le Lockheed Martin F-35 avec le nom de GAU-22/A. Ce dernier est une version à 4 tubes de l'arme et qui est limitée à une cadence de tir de 3 300 coups par minute.

## Spécifications[1]
- Type : canon mitrailleur Galting à 5 tubes avec alimentation externe : hydraulique, pneumatique ou électrique.
- Longueur : 2,11 m.
- Masse : 123 kg.
- Cadence : 4 200 coups par minute.
- Capacité du tambour : 511 munitions (soit 7,3 secondes de tir en continu).
- Calibre : 25 × 137 mm.
- Vitesse à la bouche : 1 036 m/s (API), 1 100 m/s (HEI-T), 1 440 m/s (APFSDS-T)[2].
- Poids du projectile : 215 g (API), 183 g (HEI-T), 130 g (APFSDS-T).
- Énergie initiale : 115 380 joules (API), 110 715 joules (HEI-T), 134 785 joules (APFSDS-T).
- Force de recul : 22 kN (2 fois moins que le GAU-8 Avenger équipant le Fairchild A-10 Thunderbolt II ou le CIWS Goalkeeper).